# ميخائيل لوغان
ميخائيل لوغان (بالإنجليزية: Michael Logan)‏ هو عازف جاز أمريكي، ولد في 1948.

## وصلات خارجية
- ميخائيل لوغان على موقع ميوزك برينز (الإنجليزية)
- ميخائيل لوغان على موقع ديسكوغز (الإنجليزية)